# Polylychnis
Polylychnis es un género de plantas con flores perteneciente a la familia Acanthaceae. El género tiene dos especies de hierbas, naturales del nordeste de Sudamérica.

## Taxonomía
El género fue descrito por Cornelis Eliza Bertus Bremekamp y publicado en Recueil des Travaux Botaniques Néerlandais 35: 160. 1938. La especie tipo es: Polylychnis fulgens

## Especies
- Polylychnis essequibensis
- Polylychnis fulgens